# Académie suédoise
L'Académie suédoise (Svenska Akademien) est une des académies royales de Suède. Fondée en 1786 par le roi Gustave III afin de promouvoir la grandeur culturelle du royaume suédois, elle décerne notamment les prix Nobel de littérature.

## Historique

Gustave III de Suède, fondateur de l'Académie.

L'Académie suédoise s'inspire de l'Académie française. Elle compte 18 membres issus du milieu des lettres et des langues (écrivains, intellectuels, historiens, linguistes, philologues...). Tous sont élus à vie par cooptation. La devise de l'Académie est « Talent et Goût » (Snille och Smak en suédois).
Son objectif principal est de servir la pureté, la vigueur et la majesté de la langue suédoise. Elle publie dans cette optique deux dictionnaires :
- Svenska Akademiens ordlista (SAOL) : un ouvrage en un seul volume ;
- Svenska Akademiens ordbok (SAOB) : un ouvrage sur tous les mots suédois publié en plusieurs volumes. En 1786, l'Académie Suédoise a décidé qu'un dictionnaire serait publié. La première partie a été terminée en 1898 et le dictionnaire devrait être complété en 2017.

Depuis 1791, elle est responsable de la rédaction du journal officiel suédois, le Post- och Inrikes Tidningar. Depuis 1901, l'Académie suédoise désigne tous les ans le récipiendaire du prix Nobel de littérature.
Tous les 3 ans, 5 personnalités parmi les académiciens sont chargées de constituer le Comité Nobel qui vérifie la pertinence et le critère d'éligibilité des écrivains secrètement nommés pour le prix. Le comité ne doit garder qu'une quinzaine de noms, communiqués après coup à l'ensemble de l'Académie. Avant l'été, les membres du Comité constituent une liste finale de 5 candidats, postérieurement avalisée par tous les académiciens. Ces derniers procèdent début octobre à l'élection du lauréat.
Les membres de l'Académie suédoise se réunissent sous l'égide d'un secrétaire perpétuel, élu parmi eux. C'est lui qui a autorité sur les débats, gère les diverses activités de l'académie et la représente auprès de la presse. En 2015, la secrétaire perpétuelle devient l'historienne de la littérature et professeur d'université en littérature comparée Sara Danius. Elle est la première femme à exercer cette fonction.
L'Académie se réunit dans le bâtiment de Börshuset qu'elle possède dans la vieille ville de Stockholm. C'est ici qu'est annoncé tous les ans le nom du nouveau lauréat du prix Nobel par le secrétaire perpétuel.
En avril 2015, l'Académie intègre à son dictionnaire le pronom personnel neutre « hen ».
Le règlement intérieur de l'Académie lui permet d'exclure exceptionnellement un de ses membres. Par contre, il était impossible à un(e) académicien(ne) de démissionner : élu(e) à vie, l'académicien(ne) pouvait seulement décider d'interrompre ses activités d'académicien(ne). Le 18 avril 2018, le roi Carl XVI Gustaf, protecteur de l’académie, fait modifier le règlement, permettant aux membres de l'académie de quitter leur fauteuil.

## Membres en 2022
Membres permanents de l'Académie suédoise en 2022 :
| Fauteuil | Membre             | Année de naissance | Année d'élection | Fonction particulière ou remarque                                 |
| -------- | ------------------ | ------------------ | ---------------- | ----------------------------------------------------------------- |
| 1.       | Eric Runesson      | 1960               | 2018             |                                                                   |
| 2.       | Bo Ralph           | 1945               | 1999             |                                                                   |
| 3.       | vacant             |                    |                  |                                                                   |
| 4.       | Anders Olsson      | 1949               | 2008             | Secrétaire perpétuel par intérim du 13 avril 2018 au 31 mai 2019. |
| 5.       | Ingrid Carlberg    | 1961               | 2020             |                                                                   |
| 6.       | Tomas Riad         | 1959               | 2011             |                                                                   |
| 7.       | Åsa Wikforss       | 1961               | 2019             |                                                                   |
| 8.       | Jesper Svenbro     | 1944               | 2006             |                                                                   |
| 9.       | Ellen Mattson      | 1962               | 2019             |                                                                   |
| 10.      | Peter Englund      | 1957               | 2002             | Secrétaire perpétuel de 2009 à 2014.                              |
| 11.      | Mats Malm          | 1964               | 2018             | Secrétaire perpétuel depuis le 1er juin 2019.                     |
| 12.      | Per Wästberg       | 1933               | 1997             |                                                                   |
| 13.      | Anne Swärd         | 1969               | 2019             |                                                                   |
| 14.      | Steve Sem-Sandberg | 1958               | 2020             |                                                                   |
| 15.      | Jila Mossaed       | 1948               | 2018             |                                                                   |
| 16.      | vacant             |                    |                  |                                                                   |
| 17.      | Horace Engdahl     | 1948               | 1997             | Secrétaire perpétuel entre 1999 et 2009.                          |
| 18.      | Tua Forsström      | 1947               | 2019             |                                                                   |

## Polémiques

### Fatwa visant Salman Rushdie
En 1989, trois académiciens renoncent à siéger, alors que l'Académie suédoise refuse de soutenir l'écrivain Salman Rushdie, victime d'une fatwa pour son livre Les Versets sataniques. Vingt-sept ans plus tard, elle revient finalement sur sa position.

### Crise de 2017-2018
La crise qui éclate en novembre 2017 fait suite à une enquête du journal Dagens Nyheter (DN). La journaliste Matilda Gustavsson y publie 18 témoignages de femmes accusant le Français Jean-Claude Arnault d'agressions sexuelles, de tentatives de viols et même d'un viol, sur une période courant de 1996 à 2017. Par ailleurs, sont également pointés les liens entre l'Académie suédoise et le Français. Époux de la poétesse et académicienne Katarina Frostenson,, Jean-Claude Arnault est à la tête d'une structure culturelle où se presse le tout-Stockholm, lieu en partie subventionné par l'Académie suédoise. Il se targue d'être le « 19e membre » de l'Académie et de pouvoir influencer les choix des lauréats, allant même jusqu'à dévoiler avant l'heure leur nom,.
Le 5 avril 2018, le vote pour le retrait de Katarina Frostenson échoue, ce qui fait dire à l'académicien Kjell Espmark : « Dès lors que des membres éminents de l'académie placent l'amitié avant la responsabilité et l'intégrité, je ne peux plus participer à ses travaux ». En signe de protestation, il se met en retrait de l'Académie le 6 avril 2018 de même que Klas Östergren (académicien depuis 2014) et Peter Englund (secrétaire perpétuel de 2002 à 2014). Deux membres, Kerstin Ekman et Lotta Lotass, étaient déjà en retrait de l'Académie depuis plusieurs années, Kerstin Ekman ayant même comparé l'académie à une « secte » lors de la campagne #MeToo de novembre 2017..
Une semaine plus tard, la secrétaire perpétuelle, Sara Danius, qui avait diligenté une enquête interne, est poussée à quitter ses fonctions par l'Académie. Elle annonce en même temps se retirer de son fauteuil. Katarina Frostenson se met en retrait le même jour,,.
À la suite du changement de règlement d'avril 2018, quatre académiciens (Lotta Lotass, Klas Östergren, Sara Stridsberg, Kerstin Ekman) déposent une demande officielle de démission qui est acceptée immédiatement ,. L'Académie se trouve alors dans l'incapacité d'élire de nouveaux membres : selon ses règles, douze académiciens au moins doivent être présents lors de l'élection d'un nouveau membre.
Le 4 mai 2018, l'Académie annonce que l'attribution du prix Nobel de littérature 2018 sera reportée d'un an et divulguée en même temps que le prix 2019.